# Перейра, Алекс
Александро Перейра (род. 7 июля 1987, Сан-Бернарду-ду-Кампу, Сан-Паулу) — бразильский профессиональный боец смешанных единоборств и бывший кикбоксер. Бывший чемпион UFC в среднем весе и бывший чемпион UFC в полутяжёлом весе. 
В кикбоксинге он является бывшим чемпионом Glory в среднем и полутяжёлом весах, а также участвовал в таких промоушенах, как It’s Showtime и SUPERKOMBAT Fighting Championship. 
Занимает 10 строчку официального рейтинга UFC среди лучших бойцов независимо от весовой категории (англ. pound-for-pound) и 1 строчку в полутяжёлом весе.

## Биография
Алекс родился 7 июля 1987 года в бедной бразильской семье с индейскими корнями племени патаксо. Жизнь в бразильских трущобах, известных также как и фавелы, быстро привела мальчика к тому, чтобы он в 12 лет бросил школу и занялся работой в магазине шин. Там под влиянием окружения Перейра быстро спился, став молодым алкоголиком, и чтобы бросить пагубную привычку, Алекс начал заниматься кикбоксингом.

## Карьера в кикбоксинге
Он выступил на турнире Glory 14: Zagreb — Contender Tournament в среднем весе в Загребе, Хорватия, 8 марта 2014 года, победив Дастина Джейкоби нокаутом в первом раунде в полуфинале и Саака Парпаряна решением большинства судей в финале.
Во время трансляции Glory 15: Istanbul было объявлено, что Перейра будет одним из восьми бойцов, участвующих в турнире Glory 17: Los Angeles — Last Man Standing в среднем весе в Инглвуде, Калифорния, США, 21 июня 2014 года. Он проиграл будущему чемпиону Артему Левину единогласным решением судей в четвертьфинале и выбыл из турнира.
Алекс Перейра должен был провести матч-реванш с Сезаром Алмейдой во время WGP Kickboxing 25 за вакантный пояс титула WGP в среднем весе. Он победил Алмейду решением судей. Он защитил свой титул WGP KB нокаутом во втором раунде Maycon Silva на WGP KB 40.
В своих следующих пяти боях Перейра проиграл только Артуру Кишенко. Во время этой серии Перейра одержал свои самые известные победы, дважды победив будущего чемпиона UFC в среднем весе Исраэля Адесанью: один раз единогласным решением судей и один раз нокаутом встречным левым хуком.
Перейра выиграл титул Glory в среднем весе, победив единогласным решением судей Саймона Маркуса на Glory 46: China.
Glory Light Heavyweight Championship
Перейра встретился с Юсри Белгаруи на турнирах Glory 40 и Glory 49 Superfight Series, а затем в 2018 году в Нью-Йорке, Мэдисон-Сквер-Гарден, на Glory 55 в матче за титул чемпиона в среднем весе, где Белгаруи был нокаутирован на 2:29 первого раунда. Для Перейры это была 28-я победа в карьере и шестая внутри ринга Glory.
В ноябре 2018 года Перейра заявил, что продолжит карьеру в ММА после того, как его контракт с Glory истечет в апреле 2019 года. В конце концов, Перейра повторно подписал контракт с Glory с возможностью драться и в смешанных единоборствах.
После четырёх подряд успешных защит титула Glory в среднем весе (против Юсри Белгаруи , Саймона Маркуса и Джейсона Уилниса. Перейра поднялся, чтобы сразиться с Донеги Абеной за временный титул Glory в полутяжелом весе на Glory 68. Перейра выиграл бой нокаутом в третьем раунде, став первым двукратным чемпионом в истории Glory.
После победы в чемпионате в полутяжелом весе Перейра решил защитить свой титул в среднем весе против Эртугрула Байрака на Glory Collision 2 21 декабря 2019 года. После значительного доминирования в первом раунде он выиграл бой нокаутом в конце раунда.
Перейра должен был бросить вызов Артему Вахитову за титул Glory в полутяжелом весе на Glory 77. Перейра выиграл бой спорным раздельным решением судей, став первым бойцом в истории GLORY, одновременно удерживающим два пояса одновременно.
Позже Перейра был лишен титула в среднем весе.
Перейра провел реванш с Артемом Вахитовым на Glory 78: Rotterdam в своей первой защите титула. Он проиграл матч-реванш решением большинства судей. Перейра был вычтен на одно очко в 4-м раунде из-за повторного клинча, что многие расценили как спорное решение рефери.

## Карьера в смешанных единоборствах
Ранняя Карьера
Перейдя из кикбоксинга, Перейра дебютировал в профессиональных смешанных единоборствах в 2015 году, проиграв бой сабмишеном. Впоследствии, одержав две победы подряд, Перейра объявил, что подписал контракт на бой с Диего Энрике да Силва в бразильском выпуске серии Contender Series Даны Уайта 10 августа 2018 года. Однако бой так и не состоялся из-за того, что Glory не разрешил Перейре участвовать в соревнованиях.
22 октября 2020 г. появились новости о том, что Перейра подписал контракт с Legacy Fighting Alliance, а затем 20 ноября 2020 г. он дебютировал в промоушене против Томаса Пауэлла. Он выиграл бой нокаутом в первом раунде.
Ultimate Fighting Championship
3 сентября 2021 года Перейра подписал контракт с UFC.
6 ноября 2021 года дебютировал на турнире UFC 268 против Андреаса Михайлидиса. Перейра нокаутировал соперника коленом в прыжке во втором раунде и получил бонус за «Выступление вечера».
12 марта 2022 года Перейра на турнире UFC Fight Night: Сантус vs. Анкалаев встретился с Бруну Силвой. Алекс забрал все раунды и выиграл бой единогласным решением судей (30–27, 30–27, 30–27).
30 июля 2022 года на UFC 277 должен был встретиться с Шоном Стриклэндом, но бой состоялся почти на месяц раньше — 2 июля 2022 года на UFC 276. Перейра нокаутировал Стриклэнда в первом раунде. Эта победа принесла ему вторую награду «Выступление вечера».
13 ноября 2022 года в главном бою UFC 281 получил титульный шанс против чемпиона Исраэля Адесаньи, шедшего на серии из пяти защит пояса. Бразилец выиграл бой техническим нокаутом в пятом раунде и в третий раз в четырех боях в UFC получил бонус за «Выступление вечера».
8 апреля 2023 года на UFC 287 в Майами Алекс Перейра был отправлен в нокаут во втором раунде в реванше против Исраэля Адесаньи.
11 ноября 2023 на UFC 295 в главном бою вечера нокаутировал во втором раунде Иржи Прохазку и стал чемпионом в полутяжелом весе
13 апреля 2024 года в главном событии юбилейного турнира UFC 300 Перейра встретился с бывшим чемпионом UFC в полутяжелом весе Джамаалом Хиллом. На четвертой минуте первого раунда Перейра отправил соперника в нокдаун и добил ударами на земле, защитив чемпионский титул.
29 июня 2024 года на турнире UFC 303 Перейра вновь встретился с чешским бойцом Иржи Прохазкой и одержал победу во втором раунде техническим нокаутом, защитив титул чемпиона в полутяжелом весе. Изначально главным событием турнира должен был стать поединок Конора Макгрегора и Майкла Чендлера, но его отменили из-за травмы ирландца. Возглавить UFC 303 на коротком уведомлении согласились Перейра и Прохазка.

## Титулы и достижения
Ultimate Fighting Championship
- Обладатель премии «Выступление вечера» (пять раз) против Андреаса Михайлидиса, Шона Стриклэнда, Исраэля Адесаньи и Иржи Прохазки (2)
- Обладатель премии «Лучший бой вечера» (один раз) против Халила Раунтри
- Чемпион UFC в среднем весе (один раз, бывший)
- Чемпион UFC в полутяжёлом весе (один раз, бывший) 
  - Три успешные защиты титула против Джамаала Хилла, Иржи Прохазки и Халила Раунтри
- Завоевал 2 чемпионских титула в двух дивизионах в истории UFC менее чем за (736 дней)
- Первый и единственный боец, завоевавший титул чемпиона UFC в среднем и полутяжёлом весе
- Четвертый по проценту значимых ударов в истории UFC (62,8%)
- Одержал победы над пятью бывшими чемпионами UFC — Исраэль Адесанья, Шон Стрикленд, Ян Блахович, Иржи Прохазка (2) и Джамаал Хилл в первых 8 боях UFC

Кикбоксинг Glory
- Чемпион в полутяжелом весе 2021 год
- Временный чемпион в полутяжелом весе 2019 год
  - Чемпион в среднем весе (пять защит) 2017 год
- Победитель турнира претендентов в среднем весе 2014 год

Кикбоксинг WGP
- Чемпион по кикбоксингу 2015 года в среднем весе
- 2012 Чемпионат WGP до 85 кг / 187 фунтов

World Association of Kickboxing Organisations
- Чемпион WAKO Pro Panamerican K-1 до 85 кг / 187 фунтов 2013 год

World Association of Kickboxing Организаторы
- Серебряная медаль 2013 г. на чемпионате мира WAKO в Гуаруже, Бразилия, К-1, до 91 кг

Награды
- Нокаут года на CombatPress.com 2019 против Джейсона Уилниса

## Статистика в MMA
| Боёв 15  | Побед 12 | Поражений 3 |
| -------- | -------- | ----------- |
| Нокаутом | 10       | 1           |
| Сдачей   | 0        | 1           |
| Решением | 2        | 1           |

| Результат | Рекорд | Соперник                    | Способ                               | Турнир                               | Дата            | Раунд | Время | Место                    | Примечание                                                                          |
| --------- | ------ | --------------------------- | ------------------------------------ | ------------------------------------ | --------------- | ----- | ----- | ------------------------ | ----------------------------------------------------------------------------------- |
| Поражение | 12-3   | Магомед Анкалаев            | Единогласное решение                 | UFC 313                              | 9 марта 2025    | 5     | 5:00  | Лас-Вегас, Невада, США   | Утратил титул чемпиона UFC в полутяжелом весе.                                      |
| Победа    | 12-2   | Халил Раунтри               | TKO (удары)                          | UFC 307                              | 5 октября 2024  | 4     | 4:32  | Солт-Лейк-Сити, Юта, США | Защитил (3) титул чемпиона UFC в полутяжелом весе; «Лучший бой вечера» (1)          |
| Победа    | 11-2   | Иржи Прохазка               | KO (удар ногой в голову и добивание) | UFC 303                              | 29 июня 2024    | 2     | 0:13  | Лас-Вегас, Невада, США   | Защитил (2) титул чемпиона UFC в полутяжелом весе; «Выступление вечера» (5)         |
| Победа    | 10-2   | Джамаал Хилл                | KO (удары)                           | UFC 300                              | 13 апреля 2024  | 1     | 3:14  | Лас-Вегас, Невада, США   | Защитил (1) титул чемпиона UFC в полутяжелом весе.                                  |
| Победа    | 9-2    | Иржи Прохазка               | ТКО (удары)                          | UFC 295                              | 11 ноября 2023  | 2     | 4:08  | Нью-Йорк, США            | Завоевал вакантный титул чемпиона UFC в полутяжелом весе. «Выступление вечера» (4). |
| Победа    | 8-2    | Ян Блахович                 | Раздельное решение                   | UFC 291                              | 29 июля 2023    | 3     | 5:00  | Солт-Лейк-Сити, Юта, США | Дебют в полутяжелом весе.                                                           |
| Поражение | 7-2    | Исраэль Адесанья            | КО (удар)                            | UFC 287                              | 8 апреля 2023   | 2     | 4:21  | Майами, Флорида, США     | Утратил титул чемпиона UFC в среднем весе.                                          |
| Победа    | 7-1    | Исраэль Адесанья            | TKO (удары)                          | UFC 281                              | 12 ноября 2022  | 5     | 2:01  | Нью-Йорк, США            | Завоевал титул чемпиона UFC в среднем весе. «Выступление вечера» (3).               |
| Победа    | 6-1    | Шон Стриклэнд               | KO (левый хук)                       | UFC 276                              | 2 июля 2022     | 1     | 2:36  | Лас-Вегас, Невада, США   | «Выступление вечера» (2).                                                           |
| Победа    | 5-1    | Бруну Силва                 | Единогласное решение                 | UFC Fight Night: Сантус vs. Анкалаев | 12 марта 2022   | 3     | 5:00  | Лас-Вегас, Невада, США   |                                                                                     |
| Победа    | 4-1    | Андреас Михайлидис          | TKO (летящее колено и добивание)     | UFC 268                              | 6 ноября 2021   | 2     | 0:18  | Нью-Йорк, США            | «Выступление вечера» (1).                                                           |
| Победа    | 3-1    | Томас Пауэлл                | KO (левый хук)                       | LFA 95                               | 20 ноября 2020  | 1     | 4:04  | Парк-Сити, Канзас, США   |                                                                                     |
| Победа    | 2-1    | Маркус Винисиус да Силвейра | TKO (удары)                          | Jungle Fight 87                      | 21 мая 2016     | 2     | 4:45  | Сан-Паулу, Бразилия      |                                                                                     |
| Победа    | 1-1    | Марсело Крус                | KO (удар)                            | Jungle Fight 85                      | 23 января 2016  | 1     | 4:07  | Сан-Паулу, Бразилия      |                                                                                     |
| Поражение | 0-1    | Кемюэль Оттони              | Сдача (удушение сзади)               | Jungle Fight 82                      | 24 октября 2015 | 3     | 2:52  | Сан-Паулу, Бразилия      | Дебют в MMA в среднем весе.                                                         |